# Machimus barcelonicus
Machimus barcelonicus är en tvåvingeart som beskrevs av Joseph Charles Bequaert 1964. Machimus barcelonicus ingår i släktet Machimus och familjen rovflugor. Inga underarter finns listade i Catalogue of Life.